# Real Betis Balompié 2007-2008
Questa pagina raccoglie i dati riguardanti il Real Betis Balompié nelle competizioni ufficiali della stagione 2007-2008.

## Stagione
Il Real Betis finisce al tredicesimo posto in classifica.
In Coppa del Rey arriva agli ottavi di finale.

## Maglie e sponsor
- Kappa

## Rosa
| N. |                       | Ruolo | Calciatore            |
| -- | --------------------- | ----- | --------------------- |
| 1  | Portogallo (bandiera) | P     | Ricardo               |
|    | Argentina (bandiera)  | C     | Somoza                |
| 4  | Spagna (bandiera)     | D     | Juanito               |
| 5  | Spagna (bandiera)     | D     | David Rivas           |
| 7  | Spagna (bandiera)     | A     | Rivera                |
| 8  | Spagna (bandiera)     | C     | Arzu                  |
| 9  | Spagna (bandiera)     | C     | Fernando              |
| 10 | Spagna (bandiera)     | C     | Fernando Vega         |
| 11 | Brasile (bandiera)    | D     | Willian Lanes de Lima |
| 12 | Brasile (bandiera)    | A     | Rafael Sóbis          |
| 13 | Spagna (bandiera)     | P     | Casto Espinosa        |
| 14 | Spagna (bandiera)     | C     | Capi                  |
| 17 | Spagna (bandiera)     | D     | Nano                  |

| N. |                      | Ruolo | Calciatore             |
| -- | -------------------- | ----- | ---------------------- |
| 22 | Argentina (bandiera) | A     | Mariano Pavone         |
| 24 | Brasile (bandiera)   | A     | Edú                    |
| 25 | Spagna (bandiera)    | C     | Damià Abella           |
| 26 | Spagna (bandiera)    | C     | Juande                 |
| 27 | Spagna (bandiera)    | D     | Melli                  |
| 28 | Spagna (bandiera)    | A     | Francisco Javier Muñoz |
| 30 | Spagna (bandiera)    | P     | Toni Doblas            |
|    | Slovenia (bandiera)  | D     | Branko Ilič            |
|    | Argentina (bandiera) | A     | Juan Pablo Caffa       |
|    | Croazia (bandiera)   | C     | Marko Babić            |
|    | Cile (bandiera)      | C     | Mark González          |
|    | Spagna (bandiera)    | A     | José Mari              |
|    | Germania (bandiera)  | C     | David Odonkor          |